# Хелена Рашова
Хелена Рашова (20. јун 1917 – 9. август 1994) била је пољска математичарка. Радила је на заснивањима математике и алгебарској логици.
Најпознатија је по Рашова-Сикорски леми коју је објавила заједно са Романом Сикорским. Рашова-Сикорски лема игра важну улогу у методи изнуђивања у теорији скупова. Такође се бавила заснивањима математике и налгебарским приступом у некласичним логикама.